# Núcleo Santa Virgínia

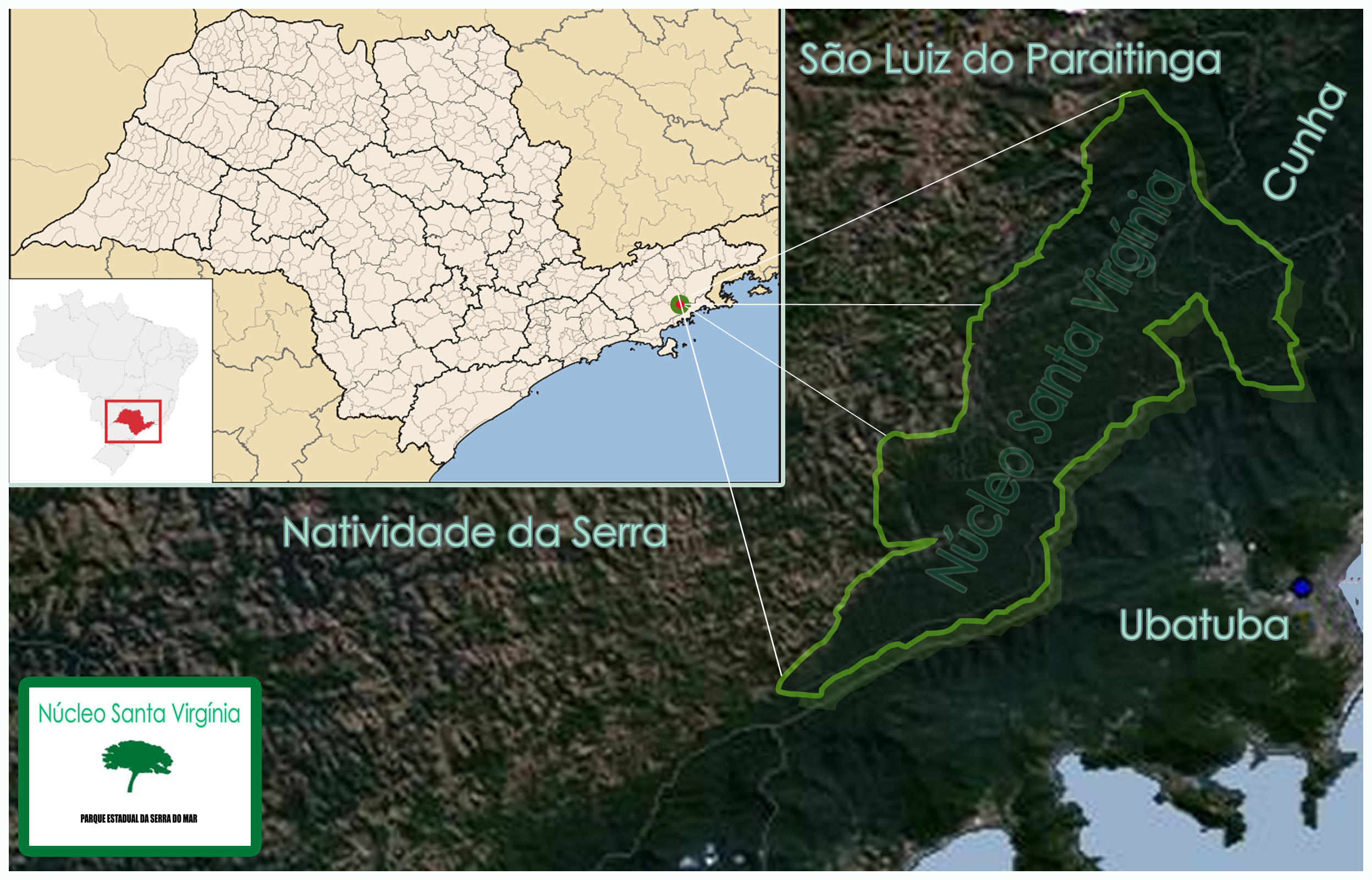
Núcleo Santa Virgínia

O Núcleo Santa Virgínia é uma Área de conservação localizado no interior do Parque Estadual da Serra do Mar.
Criado em 1989, possui uma área de 17 mil hectares.
Abrange parte dos municípios de São Luiz do Paraitinga, Cunha, Ubatuba e Natividade da Serra.
O Núcleo Santa Virgínia encontra-se ainda em processo de regularização fundiária. Do total de 17 mil (ha) apenas 50% são de terras de propriedade do estado de São Paulo, o restante das terras em processo de desapropriação, particulares e devolutas estaduais. A leste limita-se com o Núcleo Cunha-Indaiá.

## Dados geográficos
Área ocupada por cada município:
- São Luiz do Paraitinga:7.557,00 hectares
- Natividade da Serra: 7.527,00 hectares
- Cunha:1.581,00 hectares
- Ubatuba: 255,00 hectares

### Informações sobre a área
- Altitude 880 metros
- Perímetro: 128 quilômetros
- Amplitude Altitudinal: de 740 a 1.620 m.
- Clima tropical úmido.
- Temperatura média anual 21°C.

### Hidrografia
- Rio Paraibuna
- Rio Ipiranga
- Ribeirão Grande
- O Núcleo Santa Virgínia possui 17 cachoeiras espalhadas pelos seus rios e afluentes.

### Topografia
Predominantemente escarpado, tipicamente serrano com vertentes retilíneas.

### Relevo
O embasamento rochoso é constituído preferencialmente por granitóides. A cobertura pedológica é pouco profunda estando classificada como latossolos vermelho-amarelo orto fase profunda e fase rasa.

## Ecossistemas
Recoberta por floresta primária (floresta ombrófila densa montana), entremeada por manchas de floresta atlântica em regeneração.

### Fauna
Conforme caracterização do meio biótico do Núcleo Santa Virgínia, foram relacionadas 146 espécies e 68 subespécies de aves endêmicas da Mata Atlântica e inventariados 67 espécies de mamíferos não voadores, sendo que destas dez são espécies ameaçadas de extinção e 30 foram de referência de literatura.

### Flora
Apresenta áreas de Mata Atlântica primitiva com grande diversidade de espécies vegetais, com predominância das famílias Lauraceae, Sapotaceae e Myrtaceae.
Espécies em extinção
Sabiacica, Macuco, Jacutinga, Anta, Onça-parda e Lontra.

## Comunidades humanas
Os principais núcleos de habitação humana inseridos no Núcleo Santa Virgínia são, em São Luiz do Paraitinga o bairro do Puruba e em Natividade da Serra o Bairro da Guaricanga.
Produtos
Lavouras de subsistência e pecuária de corte.

## Principais ameaças
Extração ilegal de palmito, caça, queimadas e impedimento à regeneração natural da vegetação nativa através do manejo de pastagens nas áreas particulares ainda inseridas no Núcleo.

## Turismo
- Principais atrações:Cachoeira do Salto Grande, Cachoeira Poço do Pito e Rafting no rio Paraibuna.
- Cachoeiras: Cachoeira das Andorinhas, do Salto Grande, do Saltinho, do Poço do Pito do Ipiranga, da Boneca.
- Corredeiras.
- Mirante: Pico Corcovado
- Caminhadas/Trekking: Trilha da Pirapitinga, do Poço do Pito, do Ipiranga, Cachoeira da Boneca e do Corcovado.
- Canoagem/Caiaque: Rafting no Rio Paraibuna.
- Ciclismo: Antiga Rod. Oswaldo Cruz
- Obervação da fauna e da flora silvestre: Trilha do Ipiranga e do Corcovado.

### Educação ambiental
Trilhas interpretativas monitoradas por funcionários do Núcleo, palestras em escolas e faculdades da região e teatro para ensino fundamental e associações da sociedade civil.